# Jyske Realkredit
Jyske Realkredit A/S (tidligere BRFkredit) er et dansk realkreditinstitut, der siden 2014 har været en del af Jyske Bank.

## Historie
Danmark havde op igennem i 1950'erne et kraftigt behov for at renovere den ældre boligmasse i byerne og for at opføre nye boliger til den hastigt voksende befolkning. Efterspørgslen efter boliger var stor, men politisk regulerede huslejelofter og regulering af lejemarkedet gjorde det vanskeligt at finansiere nybyggeriet op igennem 1950'erne. Der var et stærkt politisk ønske om at stimulere boligbyggeriet i 1950'erne og som konsekvens heraf stiftede Danske Bankers Fællesrepræsentation (i dag Finans Danmark), Fællesorganisationen af Almennyttige Danske Boligselskaber (i dag BL - Danmarks Almene Boliger) og Danmarks Nationalbank i 1959 en ny fond, der skulle lette finansieringen af bl.a. nybyggeri. Fonden fik navnet Byggeriets Realkreditfond, oftest forkortet BRF.
Fonden havde tilladelse til lån mod sikkerhed i fast ejendom med tredjeprioritet til bestemte, godkendte formål. I 1970 ændredes realkreditloven grundlæggende, og systemet med tre lag af finansiering blev afskaffet. BRF fik dermed adgang til generelt at yde realkreditlån på lige fod med landets øvrige realkreditinstitutter. Reformen førte til en række sammenlægninger mellem danske realkreditinstitutter, og i 1975 fusionerede Byggeriets Realkreditfond med Danmarks første danske realkreditinstitut Kreditkassen for Husejere i Kjøbenhavn, som var grundlagt i 1797.
BRF havde hovedsæde i Kgs. Lyngby nord for Københvan og havde en underafdeling i Århus. Fonden administrerede de første mange år tidligere Landsbankernes Reallånefond og Danmarks Skibskreditfond.
Som følge af en ændring af realkreditloven i 1989, der tillod, at realkreditvirksomhed kunne drives i aktieselskabsform, skiftede Byggeriets Realkreditfond juridisk struktur i 1990, og aktiviteterne overførtes fra fonden til et nyt, helejet datterselskab med navnet BRFkredit a/s. Fonden skiftede ved den lejlighed navn til BRFfonden.
Den 24. februar 2014 blev det offentliggjort, at BRFfonden solgte BRFkredit til Jyske Bank med virkning fra den 1. april 2014. BRFkredit skiftede ultimo 2018 navn til Jyske Realkredit. BRFfonden modtog som vederlag for realkreditinstituttet 25% af aktierne i Jyske Bank, og BRFfonden blev derved største aktionær i banken.
Der er fra flere sider rejst kritik af fondskonstruktionen BRFfonden, der bl.a. kritiseres for ikke at uddele den opsparede herreløse formue til velgørende formål og ikke at have et tilstrækkelig klart formål.

## Jyske Realkredit i dag
Jyske Realkredit er i dag et traditionelt realkreditinstitut, der tilbyder en række forskellige produkter til finansiering af fast ejendom. Lån distribueres gennem Jyske Bank. 
Jyske Realkredit havde i regnskabsåret 2022 et overskud på 1,361 mia. kr. og en balance på 359,621 mia. kr., heraf en egenkapital på 22,159 mia. kr. Selskabet havde i 2023 25 fuldtidsansatte, idet den væsentligste del af medarbejderne, der arbejder for virksomheden er ansat i Jyske Bank.

## Administrerende direktører
- 1959-1976: Viggo Nørby
- 1976-1990: Henning Axel Nielsen
- 1990-1991: Hakon Fjeldberg
- 1991-1995: Knud Heinesen
- 1995-2014: Sven A. Blomberg
- 2014-nu: Carsten Tirsbæk Madsen

## Eksterne Henvisninger
- BRF kredit